# Сточное
Сто́чное (фин. Limpeenlampi) — озеро на территории Каменногорского городского поселения Выборгского района Ленинградской области.

## Общие сведения
Площадь озера — 0,6 км². Располагается на высоте 25,9 метров над уровнем моря.
Форма озера лопастная, продолговатая: вытянуто с севера на юг. Берега каменисто-песчаные, с западной стороны заболоченные.
Из южной оконечности озера вытекает безымянный водоток С северо-западной Сысоевского, Большого Богородского и Мысового и впадающую в озеро Мелководного, из которого вытекает протока Кивистёнсалми, впадающая в озеро Луговое, из которого вытекает безымянная протока, втекающая в реку Вуоксу.
В озере порядка десятка островов различной площади. Крупнейший из них — Йорониеми (фин. Joroniemi).
С запада от озера проходит дорога местного значения 41К-024 («Среднегорье — Топольки»).
Код объекта в государственном водном реестре — 01040300211102000012066.